# Rolls-Royce Phantom

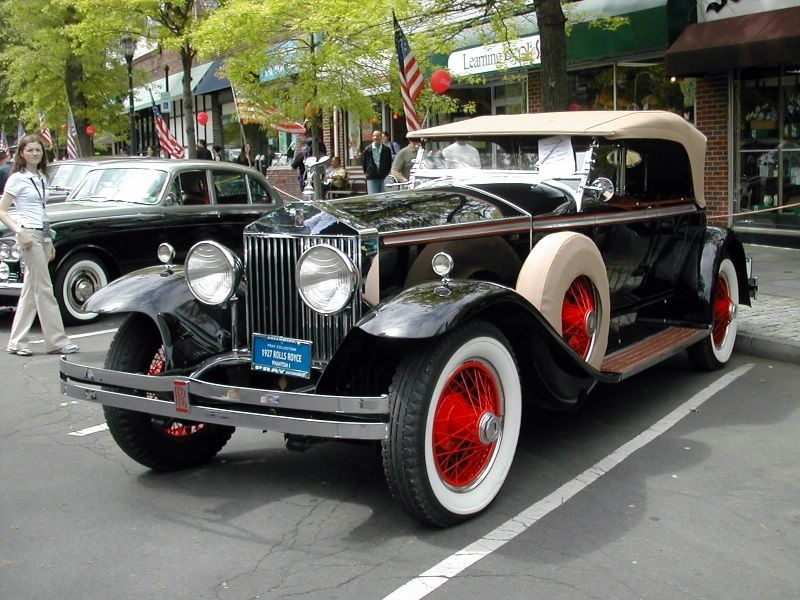
Rolls-Royce Phantom I

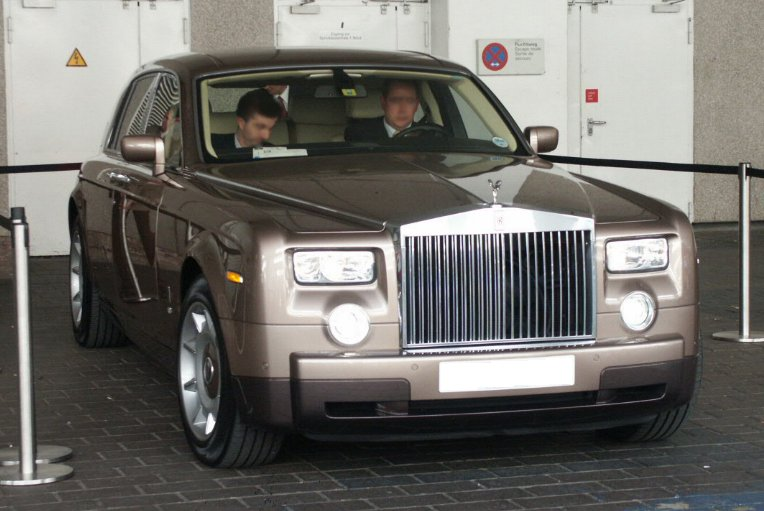
Rolls-Royce Phantom 2003

De naam Phantom werd de voorbije eeuw door de Britse autoconstructeur Rolls-Royce gebruikt voor verschillende luxewagens. Sinds 1 januari 2003 is het merk eigendom van BMW en wordt de Phantom 2003 en Phantom VIII geproduceerd.

## Modellen
- Rolls-Royce Phantom I
- Rolls-Royce Phantom II
- Rolls-Royce Phantom III
- Rolls-Royce Phantom IV
- Rolls-Royce Phantom V
- Rolls-Royce Phantom VI
- Rolls-Royce Phantom 2003
- Rolls-Royce Phantom VIII